# Desafiadores do Desconhecido
Desafiadores do Desconhecido (Challengers of the Unknown, no original) é um grupo de personagens dos quadrinhos da DC Comics criado por Jack Kirby em 1957. O quarteto de aventureiros exploram ocorrências tanto de ciência paranormal quanto sobrenaturais enquanto encaravam diversas ameaças fantásticas. 
A origem dos personagens é um tanto incerta. Várias fontes creditam o grupo como uma criação única do famoso quadrinista Jack Kirby, ou uma cocriação com o roteirista Dave Wood e há também os que acreditam em uma cocriação com o antigo parceiro de Kirby, Joe Simon. Após o encerramento da revista dos Desafiadores, Challengers, a DC ressuscitou os personagens em diversas encarnações ao longo dos anos.

## Outras Versões
Na série de quadrinhos Amalgam Comics, existe uma fusão dos grupos  Desafiadores do Desconhecido e Quarteto Fantástico, os Desafiadores do Fantástico (Challengers of The Fantastic).
Na série Contagem Regressiva para a Crise Final um grupo formado por Donna Troy, Jason Todd, Kyle Rayner e o Monitor "Bob" são referidos como os "Desafiadores do Além". Esse grupo teve como missão viajar através do multiverso em busca de Ray Palmer, o Eléktron. Bob afirmara que encontrar esse herói era essencial para a sobrevivência do universo. Posteriormente os heróis da Terra foram traídos por Bob que na verdade queria matar Ray Palmer. Elektron, Troy, Todd e Rayner depois se envolveram na guerra entre os Monitores e os exércitos do Monarca. Viajaram para Apokolips onde se reuniu à equipe Jimmy Olsen, Forageadora, Karate Kid e Moça Tripla. Ao retornarem a Terra, Troy, Rayner, Forageadora e Palmer decidem continuar juntos. Eles vão ao quartel-general dos Monitores onde descobrem que deverão agir como "salva-vidas interdimendionais". 